# Daichi Inui
Daichi Inui (乾 大知 Inui Daichi?), född 2 december 1989 i Gunma prefektur, är en japansk fotbollsspelare.
Inui började sin karriär 2012 i Thespa Kusatsu (Thespakusatsu Gunma). Han spelade 100 ligamatcher för klubben. 2017 flyttade han till V-Varen Nagasaki. Efter V-Varen Nagasaki spelade han för Sagan Tosu, Yokohama FC, Tochigi SC och Matsumoto Yamaga FC.